# Daniela Dumitru
Daniela Georgiana Dumitru (Ploiești, 25 juli 1987) is een Roemeens langebaanschaatsster. Ze is een ploeggenote van Bianca Anghel.
Al op negenjarige leeftijd begon Dumitru met het winnen van juniorentitels op diverse toernooien. Van 2001 tot 2004 werd ze nationaal Roemeens allroundkampioene bij de junioren. In 2003 debuteerde ze op het internationale circuit tijdens de wereldbekerwedstrijden in Erfurt.

## Persoonlijke records
| Afstand    | Tijd    | Datum            | Baan           |
| ---------- | ------- | ---------------- | -------------- |
| 500 meter  | 39,92   | 5 december 2009  | Calgary        |
| 1000 meter | 1.19,02 | 13 december 2009 | Salt Lake City |
| 1500 meter | 1.59,92 | 20 november 2009 | Calgary        |
| 3000 meter | 4.14,96 | 4 december 2009  | Calgary        |
| 5000 meter | 7.39,14 | 28 oktober 2006  | Calgary        |

## Resultaten
| Jaar | NK Afstanden                    | NK Allround | EK Allround | WK Sprint | WK Junioren          |
| ---- | ------------------------------- | ----------- | ----------- | --------- | -------------------- |
| 2002 |                                 | (k4k)       |             |           |                      |
| 2003 | 500m · 1000m · 1500m · 3000m    | (k4k)       |             |           | nc31                 |
| 2004 | 500m · 1000m · 1500m · 4e 3000m | (k4k)       |             |           | nc26                 |
| 2005 |                                 |             | NC22        |           | 22e 9e achtervolging |
| 2006 |                                 |             | NC21        | 33e       | 19e 9e achtervolging |
| 2007 |                                 |             | NC26        |           | 30e                  |
| 2008 |                                 |             |             |           |                      |
| 2009 |                                 |             | NC19        |           |                      |
| 2010 |                                 |             |             | 24e       |                      |

(k4k) = kleine vierkamp
NC = niet deelgenomen aan de afsluitende vierde afstand